# إسكندنافيا

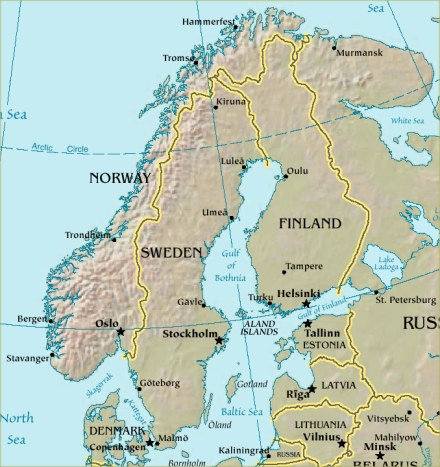
خريطة شبه جزيرة إسكندنافيا التي تقع في شمال أوروبا، وتتكون من الدول التالية: السويد والنرويج والدنمارك وفنلندا.

إسكندنافيا أو إسكنديناوة أو سَكَنْدِنَاوَةُ (باللاتينية: Scandinavia) هي شبه جزيرة تقع في شمال قارة أوروبا وتتكون من الممالك التالية الدنمارك، والنرويج، والسويد، وأحياناً تشمل دول أخرى مثل فنلندا وآيسلندا وجزر فارو وذلك للتقارب التاريخي والحضاري والعلاقات الثقافية التي تربط هذه الدول مع الدول الإسكندنافية الأساسية الدنمارك، والنرويج، والسويد.
بينت الدراسات اللغوية والأبحاث الثقافية أن مصطلح إسكندنافيا يمتد ليشمل جميع المناطق التي تكلمت لغة النوردية القديمة والتي تسيطر فيها حالياً اللغات الجرمانية الشمالية. وانطلاقاً من هذا المفهوم فإن اصطلاح سكندنافيا يمتد ليشمل كلاً من آيسلندا وجزر فارو. وتلك الدول هي المصدر الرأسي للفايكنج و من هنا تم عمل مسلسل فايكنج
ومن منطلق تاريخي وثقافي أيضاً، يمكن اعتبار فنلندا جزءاً من إسكندنافيا (أو تُسمى Fennoscandia)، وذلك على الأغلب للإشارة إلى التاريخ الطويل لفنلندا كجزء تابع للسويد. وبالرغم من التقارب والترابط الثقافي المتين مع الدول الإسكندنافية وفنلندا إلا أن الشعب الفنلندي يتحدر من مجموعات عرقية ولغوية مختلفة تماماً عن جيرانه الإسكندنافيين الأساسيين، فهم يتحدثون لغات فينية أوغرية وهي لغة ذات أصول مختلفة عن تلك اللغات الإسكندنافية.
منذ التبلور السياسي الذي طرأ بين فنلندا والدول الإسكندنافية انقسمت الآراء بين الدول الأساسية حول ضم كل من آيسلندا وفنلندا.
مصطلح (إسكندنافيا) يطلق على بلدان تجمعها قواسم مشتركة كثيرة، إلا أنه يستعاض عنه بمصطلح آخر هو (بلدان الشمال) للدلالة على النرويج والسويد والدانمارك (متضمنة جزر فارو وغرينلاند) وفنلندا (متضمنة أولان Åland) وآيسلندا لأنهم يقعون في شمال قارة أوروبا.

## جغرافيا
جغرافية الدول الاسكندنافية متنوعة للغاية. وتجدر الإشارة إلى المضايق النرويجية، والجبال الاسكندنافية، والمناطق المنبسطة والمنخفضة في الدنمارك وأرخبيل السويد والنرويج. يوجد في السويد العديد من البحيرات والأحواض، وموروثات العصر الجليدي، الذي انتهى منذ حوالي عشرة آلاف عام.
تتمتع المناطق الجنوبية والأكثر اكتظاظًا بالسكان في الدول الاسكندنافية بمناخ معتدل. تمتد الدول الاسكندنافية شمال الدائرة القطبية الشمالية، لكن الطقس معتدل نسبيًا بسبب خط العرض وبسبب تيار الخليج. تتمتع العديد من الجبال الاسكندنافية بمناخ التندرا الألبي.
يختلف المناخ من الشمال إلى الجنوب ومن الغرب إلى الشرق: مناخ الساحل الغربي البحري (Cfb) النموذجي لأوروبا الغربية يسيطر على الدنمارك، والجزء الجنوبي من السويد وعلى طول الساحل الغربي للنرويج ويصل شمالاً إلى 65 درجة شمالاً، مع كثرة الغيوم بيرقية التي تعطي ملمترات أكثر من الأمطارفي السنة (مم / سنة) (أقل من 5000 مم) في بعض المناطق في غرب النرويج. الجزء المركزي - من أوسلو إلى ستوكهولم - يتمتع بمناخ قاري رطب (Dfb)، والذي يفتح المجال تدريجياً لمناخ شبه القطب الشمالي (Dfc) إلى الشمال ومناخ الساحل الغربي البحري البارد (Cfc) على طول الساحل الشمالي الغربي. منطقة صغيرة على طول الساحل الشمالي شرق نورث كيب تتمتع بمناخ التندرا نتيجة لنقص الدفء في الصيف. تحجب الجبال الاسكندنافية الهواء المعتدل والرطب القادم من الجنوب الغربي، وبالتالي فإن شمال السويد وهضبة فينماركسفيدا في النرويج تتلقى القليل من الأمطار والشتاء البارد. وتتميز المناطق الكبيرة في الجبال الاسكندنافية بمناخ التندرا الألبي.
أعلى درجة حرارة سجلت على الإطلاق في الدول الاسكندنافية هي 38.0 درجة مئوية في Målilla (السويد). أبرد درجة حرارة تم تسجيلها على الإطلاق هي -52.6 درجة مئوية في Vuoggatjålme Arjeplog (السويد). كان أبرد شهر هو فبراير 1985 في فيتانجي (السويد) بمتوسط −27.2 درجة مئوية.
يمكن للرياح الجنوبية الغربية التي يزداد دفئها بفعل رياح الفون أن تعطي درجات حرارة دافئة في المضايق النرويجية الضيقة في الشتاء. سجلت تافجورد 17.9 درجة مئوية في يناير و 18.9 درجة مئوية في Sunndal في فبراير.

## لائحة اللغات
- اللغات الرئيسية[9][10]
- السويدية
- الدنماركية
- النرويجية
- الفنلندية
- الآيسلندية
- الفارويزية
- السامية
- لغات الأقليات المعترف بها
- منكيلي، كاريليان، كفين
- الألمانية
- الرومانية، سكاندوروميس
- اليديشية

## الدول الحالية
الدنمارك
 النرويج
 السويد
أحياناً تشمل أيضاً:
 جزر أولاند
 جزر فارو
 فنلندا
 آيسلندا
دول الشمال هذه المناطق ليست جزءاً من إسكندنافيا:
 جزيرة بوفيه
 جرينلاند
 يان ماين
 سفالبارد